# Globoppia minor
Globoppia minor är en kvalsterart som beskrevs av Hammer 1962. Globoppia minor ingår i släktet Globoppia och familjen Oppiidae. Inga underarter finns listade i Catalogue of Life.